# La Tropicale Amissa Bongo
La Tropicale Amissa Bongo er et gabonsk etapeløb i landevejscykling som arrangeres hvert år i marts. Løbet er blevet arrangeret siden 2006. Løbet er af UCI klassificeret som 2.1 og er en del af UCI Africa Tour, hvor det er det højest rangerede løb. 
I 2014 blev Natnael Berhane den første afrikanske vinder af løbet.  

## Vindere
| År   | Vinder             | Toer                | Treer                 |        |
| ---- | ------------------ | ------------------- | --------------------- | ------ |
| 2006 | Jussi Veikkanen    | Frédéric Guesdon    | Jevgenij Sokolov      |        |
| 2007 | Frédéric Guesdon   | Pierre Rolland      | Jussi Veikkanen       |        |
| 2008 | Lilian Jégou       | Yann Pivois         | Rony Martias          |        |
| 2009 | Matthieu Ladagnous | Filipe Cardoso      | Pierre Rolland        |        |
| 2010 | Anthony Charteau   | Ian McLeod          | Julien Loubet         |        |
| 2011 | Anthony Charteau   | Andy Cappelle       | Adil Jelloul          |        |
| 2012 | Anthony Charteau   | Meron Russom        | Adil Jelloul          |        |
| 2013 | Yohann Gène        | Soufiane Haddi      | Gaëtan Bille          |        |
| 2014 | Natnael Berhane    | Luis León Sánchez   | Egoitz García         |        |
| 2015 | Rafaâ Chtioui      | Giovanni Bernaudeau | Abdelkader Belmokhtar |        |
| 2016 | Adrien Petit       | Andrea Palini       | Anthony Delaplace     |        |
| 2017 | Yohann Gène        | Tesfom Okubamariam  | Nikodemus Holler      |        |
| 2018 | Joseph Areruya     | Nikodemus Holler    | Damien Gaudin         |        |
| 2019 | Niccolò Bonifazio  | Lorrenzo Manzin     | André Greipel         |        |
| 2020 | Jordan Levasseur   | Natnael Tesfatsion  | Emmanuel Morin        |        |
| 2021 | aflyst             | aflyst              | aflyst                | aflyst |
| 2022 | aflyst             | aflyst              | aflyst                | aflyst |
| 2023 | Geoffrey Soupe     | Hamza Amari         | Christopher Lagane    |        |